# Цыбрики
Цы́брики (бел. Цы́брыкі) — белорусское национальное блюдо из картофельной таркованной массы с небольшим добавлением к ней муки.

## Особенности приготовления
Соединив и размешав картофельную массу с мукой, из неё делают шарики и обжаривают их во фритюре или топлёном сале. Готовые цыбрики подают с поджаркой или соусом. Существуют рецепты цыбриков с начинкой: фарш из куриного мяса, мяса индейки, свинины и грибов.